# 袁元凌
袁元凌（英語：Yuanling Yuan，1994年6月3日—），华裔加拿大人，女子国际象棋棋手、国际象棋女子国际大师。
袁元凌出生于中国上海，幼时随父母移民加拿大。其父亲亦是一位国际象棋棋手，她7岁时开始跟随父亲学棋。2008年，她获得了泛美国际象棋女子锦标赛亚军。次年被授予女子国际大师（WIM）称号，是获得该称号最年轻的加拿大棋手。她曾四度代表加拿大女队参加国际象棋奥林匹克。2016年，她毕业于耶鲁大学。